# ヘプタクロル
ヘプタクロル (heptachlor) は殺虫剤の一種である。

## 特性
接触毒および食毒として作用する。外見は白色の粉末で、純度の低いものは黄褐色を呈する。類縁化合物としてクロルデン (chlordane) が挙げられる。日本では1957年に農薬として登録されたが、1972年に取り消されている。
特に土壌病害虫やシロアリに対して、またマラリアを媒介するハマダラカ属のカへの対策、そして植物防疫剤（農薬）として使用された。
ヒトに対しては肝臓への障害と中枢神経の過剰刺激を引き起こす。発癌性も疑われている。ヘプタクロルは非常に安定した構造を持つため、自然の環境下では何十年間も分解されずに残る。土壌中の半減期は2年以下である。

## 経緯
1962年、レイチェル・カーソンの著書『沈黙の春』がその安全性に疑義を唱えた。アメリカ合衆国環境保護庁はヘプタクロル製品の販売を禁止し、実質的にあらゆる用途から閉め出した。
2001年に採択されたストックホルム条約において、12種類の残留性有機汚染物質の製造・販売・使用の禁止が決定されたが、そのなかにはヘプタクロルも含まれている。